# Etta Jones
Etta Jones (Aiken, 25 november 1928 - Mount Vernon, 16 oktober 2001) was een Amerikaanse jazzzangeres.

## Biografie
Jones groeide op in het New Yorkse stadsdeel Harlem en zong eigenlijk rhythm-and-blues. Op 16-jarige leeftijd begon ze als bandzangeres bij Buddy Johnson. Daarna speelde ze haar eerste nummers Salty Papa Blues, Evil Gal Blues, Blow Top Blues en Long, Long Journey in. Ze werden in 1944 geproduceerd door Leonard Feather. Ze werd o.a. begeleid door de klarinettist Barney Bigard en de tenorsaxofonist Georgie Auld. Verdere opnamen speelde ze in met Pete Johnson (1946) en J.C. Heard (1948).
Begin jaren 1950 ging ze op tournee met Earl Hines. Een commercieel succes werd alleen haar debuutalbum Don't Go to Strangers uit 1960 voor Prestige Records, waarvoor ze een gouden plaat kreeg. Ze nam op met Oliver Nelson, Kenny Burrell en Cedar Walton, maar ook met Gene Ammons. In 1970 was ze te gast in de New Yorkse Town Hall met Billy Taylor en in Japan met Art Blakey. Later werkte ze samen met Houston Person als mannelijke partner, met de Harper Brothers en met het trio van Benny Green. Ze werd in 1981 en 1999 genomineerd voor de Grammy Award voor Save Your Love For Me resp. My Buddy. Op de dag van haar dood werd haar plaat ter herinnering aan Billie Holiday uitgebracht.
Etta Jones herinnert met haar interpretaties van standards, balladen en bluesnummers aan Billie Holiday en Dinah Washington.

## Discografie
- ????: Etta Jones 1944–1947 (Classics) met Hot Lips Page, Barney Bigard, Georgie Auld, Big Nick Nicholas, Leonard Feather, Duke Jordan, Billy Taylor, Trigger Alpert, J.C. Heard, Stan Levey
- 1960: Don’t Go to Strangers (Prestige/OJC) met Frank Wess, Richard Wyands, Skeeter Best, George Duvivier, Roy Haynes
- 1962: Lonely and Blue (Prestige/OJC) met Gene Ammons, Budd Johnson, George Duvivier, Ed Shaughnessy
- 1960-62: The Best of Etta Jones – The Prestige Singles (Prestige/OJC)
- 1992: Reverse the Charges (Muse Records) met Houston Person, Benny Green, Christian McBride, Winard Harper
- 2000: Easy Living (High Note Records) met Houston Person, Richard Wyands, Ray Drummond
- 2001: Sings Lady Day (High Note Records)
- 2018: A Soulful Sunday: Live at the Left Bank Featuring the Cedar Walton Trio (Resonance Records, 1972, ed. 2018)